# Ильин, Владимир Константинович
Владимир Константинович Ильин (род. 22 марта 1972, Новочебоксарск, Чувашская АССР) — советский, российский хоккеист, нападающий. Тренер.

## Биография
Воспитанник новочебоксарского хоккея. Начинал играть в сезоне 1989/90 в команде второй лиги «Сокол» Новочебоксарск. В сезоне 1993/94 перешёл в клуб МХЛ «Химик» Воскресенск. Сезон 1999/2000 начал в команде в высшей лиге, затем перешёл в «Нефтехимик». Сезон 2000/01 отыграл в подольском «Витязе», затем выступал в белорусских командах «Химволокно» Могилёв (2001/02), «Гомель» (2002/03 — 2004/05, 2006/07 — 2007/08), «Юность» Минск (2005/06). Завершал карьеру в ХК «Рязань» (2007/08).
В 1995—1996 годах играл за сборную России.
Тренер в школе «Серебряные акулы».